# Alexandra Lydon
Pour les articles homonymes, voir Lydon.
Alexandra Lydon (née en 1979) est une actrice américaine.

## Filmographie (série télévisée)
- 2003 : Le Justicier de l'ombre : Julie Reed
- 2003 : Ed : Riley
- 2003 : 24 heures chrono : Jane Saunders
- 2004 : FBI : Portés disparus : Agnes Deschamps
- 2004 : Star Trek : Enterprise : Jhamel
- 2004 : Les Experts : Susan Hemmington
- 2005 : Les Experts : Miami : Jennifer Wilson
- 2005 : Desperate Housewives : Rita Rivara
- 2006 : NCIS : Enquêtes spéciales : Natalie Dalton
- 2006 : Prison Break : Ann
- 2008 : The Oaks : Helen
- 2008 : Cold Case : Affaires classées : Miriam Forrester
- 2009 : Dr House : Melinda
- 2010 : Private Practice : Eleanor
- 2010 : US Marshals : Protection de témoins : Natalie Vickers